# Sten Stenqvist
Sten Stenqvist, född 1934 i Stockholm, död 2011, var en svensk sinolog. Han var lärjunge till Bernhard Karlgren och under 1970- och 1980-talen lektor i kinesiska språket vid institutionen för orientaliska språk vid Stockholms universitet. Innan han kom till Stockholms universitet, hade han arbetat på den svenska ambassaden i Peking som kulturattaché och under en tid varit verksam i Hongkong där han bland annat lärde sig tala kantonesiska flytande. Som språkman ägnade sig Stenqvist annars åt att studera, och bland sina studenter väcka ett intresse för, den slang som talades i Peking. Nummer 100 av tidskriften Orientaliska studier, som utkom 1999, är en festskrift tillägnad Stenqvist.